# Les Femmes... ou les enfants d'abord...
Pour plus de détails, voir Fiche technique et Distribution.
Les Femmes... ou les enfants d'abord... est un film français réalisé par Manuel Poirier, sorti le 20 mars 2002.

## Synopsis
Tom, un père de famille comblé, est morose. Malgré sa femme extraordinaire, ses trois enfants merveilleux, son travail formidable et ses voisins joyeux, il s'ennuie et rêve de changement.

## Fiche technique
- Titre : Les Femmes... ou les enfants d'abord...
- Réalisation et scénario : Manuel Poirier
- Photographie : Christophe Beaucarne
- Montage : Joël Jacovella
- Musique : William Bell (chanson You Don't Miss You Water)
- Costume : Sophie Dwernicki
- Producteur : Maurice Bernart, Laurent Pétin, Michèle Pétin
- Société de production : Salomé, ARP Sélection, Studiocanal, Esicma S.R.L, France 2 Cinéma
- Pays d'origine :  France
- Langue : français
- Genre : drame
- Durée : 108 minutes
- Date de sortie : 20 mars 2002 en France

## Distribution
- Sergi López : Tom
- Marilyne Canto : Lila
- Sylvie Testud : Virginie
- Sacha Bourdo : l'éducateur
- Jean-Jacques Vanier : le gendarme
- Élisabeth Commelin : la femme du gendarme
- Serge Riaboukine : Martin
- Catherine Riaux : Nadine
- Doria Achour : Nina
- Anne-Claire Le Bot : Delphine
- Glenn Le Fol : Cheveux blonds